# Айдарбеков, Чингиз Азаматович
Чингиз Азаматович Айдарбеков (род. 27 октября 1977, Фрунзе, Киргизская ССР, СССР) — киргизский государственный деятель и дипломат. Министр иностранных дел Кыргызской Республики (2018—2020). Чрезвычайный и полномочный посол Кыргызской Республики (2018, в 2022 году лишён).

## Биография
Чингиз Айдарбеков родился 27 октября 1977 года в городе Фрунзе, столице Киргизской ССР.

### Образование
В 1998 году окончил Международный университет Кыргызстана по специальности «Международные отношения».
В 2001 году стал магистром по специальности «международное право», Международный университет Кыргызстана.
В 2017 году окончил аспирантуру Киргизско-российского славянского университета имени Бориса Ельцина.
Владеет английским языком.

### Трудовая деятельность
В 1998—2005 годах — атташе, 3-й секретарь, 2-й секретарь, 1-й секретарь Департамента СНГ Министерства иностранных дел Киргизской Республики.
В 2005—2008 годах — первый секретарь, временный поверенный в делах посольства Киргизской Республики в Узбекистане.
В 2008 году — назначен заведующим Департамента СНГ Министерства иностранных дел Киргизской Республики.
В 2008—2010 годах — советник посольства Киргизской Республики в Туркменистане.
В январе 2011 года назначен экспертом отдела внешних связей и протокола аппарата президента Киргизской Республики.
С апреля 2011 года — заместитель заведующего отделом внешних связей и протокола аппарата президента Киргизской Республики, заведующий отделом международных связей и протокола аппарата Жогорку Кенеша Киргизской Республики.
С 18 апреля 2016 по 17 октября 2018 года — чрезвычайный и полномочный посол Киргизской Республики в Японии.
17 октября 2018 года назначен министром иностранных дел Киргизской Республики.
29 декабря 2021 года избран депутатом Жогорку Кенеша Кыргызской Республики VII созыва.
Со 2 марта по 20 октября 2022 года — председатель Комитета по международным делам, обороне, безопасности и миграции Жогорку Кенеша Кыргызской Республики.

## Дополнительная информация
- Дипломатический ранг — «Чрезвычайный и полномочный посол Киргизской Республики» (2018). В 2022 году лишён дипломатического ранга[6][7].
- Классный чин — Государственный советник государственной службы 3-го класса (29.12.2014).

Чингиз Айдарбеков является автором нескольких научных работ и статей по международному уголовному праву.
В 2018 году защитил кандидатскую диссертацию по юриспруденции.
Внук известного киргизского политического и общественного деятеля Иманалы Айдарбекова.